# Mihail Marin
Mihail Marin (* 21. April 1965 in Bukarest) ist ein rumänischer Schachspieler.
Die rumänische Einzelmeisterschaft konnte er dreimal gewinnen: 1988, 1994 und 1999. Er spielte für Rumänien bei zwölf Schacholympiaden: 1988 bis 2006, 2012 und 2016. Außerdem nahm er an fünf europäischen Mannschaftsmeisterschaften (1989, 1992, 1999, 2011 und 2015) und an drei Schachbalkaniaden (1986 bis 1990) teil.
In Spanien spielte er für UE Foment Martinenc Barcelona (2000 bis 2004).
Im Jahre 1987 wurde ihm der Titel Internationaler Meister (IM) verliehen. Der Großmeister-Titel (GM) wurde ihm 1993 verliehen.
| Hier fehlt eine Grafik, die leider im Moment aus technischen Gründen nicht angezeigt werden kann. Wir arbeiten daran! |

## Veröffentlichungen
- Learn from the Legends: Chess Champions at their Best. Quality Chess UK LLP, ISBN 978-1-78483-004-5.
- Secrets of Chess Defence. Gambit Publications, 2003. ISBN 978-1901983913.
- A Spanish Repertoire for Black. Quality Chess Europe AB, 2007. ISBN 978-9197600507.
- Beating the Open Games. Quality Chess Europe AB, 2007. ISBN  978-9197600439.